# 上海ドール
上海ドール（シャンハイドール）は、吉本興業に所属した北海道出身の漫才コンビ。オジョー、ことみ（石川ことみ）の2人からなる。2003年結成、2011年5月17日解散。所属事務所はよしもとクリエイティブ・エージェンシー札幌支社（2003年 - 2010年）、後によしもとクリエイティブ・エージェンシー東京本社（2010年 - 2011年）。

## メンバー
- オジョー
  - 本名：藤田 文香（ふじた ふみか）。旧姓：高橋（たかはし）。生年月日：1981年6月14日（43歳）。ボケ担当。
  - 岩見沢市出身。駒澤大学附属岩見沢高等学校卒業。東京NSC8期生。公式HPでは身長156cmとあるが、人間ドックでの測定では154cmだった。血液型O型。
  - コンビ解散後は、元スプーンの千葉美穂と「パンダスティックランマー」を結成。2014年解散後、ピン芸人として札幌吉本に復帰。
  - ピン芸人を経て、2017年に元タイブレイク・兎のいーだと「オジョーさんと僕」を結成。その後再びピン芸人に戻っている。

- ことみ
  - 本名：石川 琴美（いしかわ ことみ）。旧姓：高樽（たかだる）。生年月日：1985年1月23日（40歳）。ツッコミ担当。
  - 門別町（現・日高町）出身（3歳時に父の仕事の関係で高知県から移住[2]）。札幌龍谷学園高等学校、学校法人経専学園北海道保育総合専門学校卒業。東京NSC9期と同期扱い。身長151cm、血液型A型。
  - 実家は競走馬の生産・育成牧場であり、父は同牧場および組合馬主「ディアレストクラブ」代表の高樽秀夫[3]。母も馬主登録をしている。[4]本人も乗馬が特技。
  - コンビ解散後は『石川ことみ』の芸名で、ピン芸人として引き続き東京吉本で活動。R-1ぐらんぷりにも出場。声優の田中真弓（「モンキー・D・ルフィ（ONE PIECE）」や「クリリン（ドラゴンボール）」）の物真似などを得意芸とし[5]、ものまね番組や劇団アニメ座公演にも多く出演している。[6][7]
  - 北関東のボートレース場の営業の仕事を多く担当し、2023年度吉本営業出演回数ランキングで5位にランクインした[8]。

## 芸風
漫才、コントともに行う。漫才ではしばしばチャイナドレスを衣装とし、締め台詞に「再見!」と言う。

## エピソード
- オジョーがNSC卒業後帰郷してピンで札幌吉本のオーディションを受けていたところ、一緒にオーディションを受けていたことみのコンビが解散したのを機に結成した。M-1グランプリ2003にはアマチュアとして出場して1回戦を突破し[9]、札幌吉本に入る。
- 札幌の狸小路で路上ライブを行っていたところ、暴力団風の男たちに絡まれて漫才を強要させられた。その後、すぐに場所を変えたがその男たちが追ってきた。話してみると九州男児らしく、2人と話し男泣きをした挙句千円までくれた。
- ことみの特技は金魚すくいで、全国大会に出場した経験がある。子供の頃はお祭りの金魚すくいで5万円を使ったことがある[10]。
- ロックバンド「オこザさ」を結成。

### 上海ドールとバレエスキー
北海道のローカル番組ヌルマユ上海兄弟ではバレエスキー部（この競技は1990年代前半までは世界大会が行われていたが、今は競技人口の大幅な減少によって滅びてしまった隠れ冬の主役）で目立とうとしている。ちなみに上海ドールが北海道代表。しかし今まで完成させた演目はまだ一つしかない。指導したのは、全日本フリースタイル・スキー選手権でのバレエスキー（アクロ）で7度全日本チャンピオンになった斗澤由香子（旧姓：田中）。
『七月七日』
- 役名：織姫・オジョー
- 彦星・ことみ
- 乱気流・地元の高校生
- 天の川の星・ブーメラン学園

## 賞レースでの戦歴
- M-1グランプリ2004 - 一回戦敗退
- M-1グランプリ2005 - 二回戦敗退
- M-1グランプリ2006 - 一回戦敗退
- M-1グランプリ2007 - 一回戦敗退
- M-1グランプリ2008 - 二回戦敗退
- M-1グランプリ2009 - 二回戦敗退
- キングオブコント2008 - 二回戦敗退
- キングオブコント2009 - 二回戦敗退

## 出演

### テレビ
- アパートマンションマガジンTV版（J:COM札幌）
- ヌルマユ上海兄弟 （北海道文化放送、2006年1月～2007年3月）
- 君のもとへかける虹（北海道文化放送、2005年10月・12月）
- ウォッチング札幌（テレビ北海道）
- ワルガキ（北海道テレビ、2005年5月～2006年2月、プレゼントコーナー）
- タカアンドトシのどぉーだ!（北海道文化放送、2007年4月～）
- ワンサカ!（北海道テレビ、2008年4月～、ことみ出演）
- いきなり!黄金伝説。（テレビ朝日、オジョー出演、デカ盛り三姉妹として）
- 関ジャニ∞のジャニ勉（関西テレビ、2009年8月、オジョー出演）
- 銀玉の魂（テレビ北海道、2009年12月3日～）
- ジャック10（日本テレビ、2010年7月21日、ことみ出演）
- なべあちっ!（フジテレビ、2010年8月10日）
- イチハチ（毎日放送、2010年9月15日・12月1日、ことみ出演）

### テレビアニメ
- きんだーてれび「あわじしまの七福神」（2020年10月5日 - 、きんだーてれび枠内ショートアニメ、ことみ出演） - 恵比寿 役

### ラジオ
- 乙女ぷりぷり!（STVラジオ）
- 乙女ぷりぷり!+2（STVラジオ）
- 走れ!ホッカイドウ競馬（STVラジオ、ことみ出演）
- バッドボーイズ清人の「どっぷり葛飾人」(石川ことみ：アシスタント)

### DVD
「非売よしもと本物流」2006年6月青版
コーナー・全国若手芸人青田買い祭り　吉本興業札幌事務所代表として参加。

### ライブ
- 札幌市中央区観覧車＆複合商業施設ノルベサ3Fで【ノルベサdeヨシモト】にライブ出演（～2006年11月）
- 札幌事変※月一。
- 笑道※月一